# Ansony Frías
Ansony Alejandro Frías González (ur. 2 października 2001 w Nuario) – panamski piłkarz występujący na pozycji napastnika, od 2024 roku zawodnik Alianzy.